# William Gordon Lennox
Pour les articles homonymes, voir William Gordon (homonymie) et Lennox.
William Gordon Lennox (18 juillet 1884 - 21 juillet 1960,) est un neurologue et épileptologue américain qui est un pionnier dans l'utilisation de l'électroencéphalographie (EEG) pour le diagnostic et le traitement de l'épilepsie. Il est diplômé du Colorado College et de la Harvard Medical School.

## Biographie
Lennox commence à s'intéresser à l'épilepsie lorsqu'il travaille comme missionnaire médical en Chine. À la Harvard Medical School, il travaille aux côtés de Stanley Cobb, Erna et Frederic Gibbs et publie de nombreux articles. Il reçoit conjointement (avec Frederic A. Gibbs) le prix Albert-Lasker pour la recherche médicale clinique en 1951. Il écrit, avec sa fille Margaret, Epilepsy and Related Disorders.
De 1935 à 1949, Lennox est président et de 1949 à 1953 président honoraire de la Ligue internationale contre l'épilepsie (ILAE). De 1941 à 1948, il est avec Hans Iacob Schou co-rédacteur en chef, de 1948 à 1950 et de nouveau en 1952 seul rédacteur de la revue Epilepsia de l'ILAE. De 1936 à 1937, il est le premier président de la Ligue américaine contre l'épilepsie, qui devient plus tard l'American Epilepsy Society (AES).
En 1951, il décrit un syndrome d'épilepsie spécial, plus tard nommé syndrome de Lennox-Gastaut d'après lui et le neurologue et épileptologue français Henri Gastaut.
Lennox est également impliqué dans le mouvement eugéniste. Il prononce un discours en 1938 devant la fraternité Phi Beta Kappa de Harvard, recommandant l'euthanasie pour « les aveugles congénitaux et les malades incurables qui souhaitent mourir ». La même année, il écrit[Où ?] : « Le principe de limiter certaines races en limitant la progéniture pourrait être appliqué à l'échelle internationale aussi bien qu'intranationale. » En 1943, Lennox rejoint le conseil consultatif de la Euthanasia Society of America (plus tard connue sous le nom de Partnership for Caring). En 1950, il écrit un article intitulé « La question morale », appelant au meurtre par pitié des « enfants au cerveau sous-développé ou mal formé » pour libérer de l'espace dans « nos institutions désespérément obstruées ».
Il continue à travailler jusqu'à ses 70 ans, ne prenant sa retraite de Harvard qu'en 1958. Il meurt deux ans plus tard.